# Macruropyxis
Macruropyxis is een geslacht van schimmels behorend tot de familie Uropyxidaceae. De typesoort is Macruropyxis fraxini.

## Soorten
Het geslacht telt in totaal vier soorten (peildatum april 2022):
| Soortnaam                 | Auteur(s)                          | Publicatiejaar |
| ------------------------- | ---------------------------------- | -------------- |
| Macruropyxis fraxini      | (Kom.) Azbukina                    | 1972           |
| Macruropyxis fulva        | L.A. Martin, S.A. McFarl. & Castl. | 2017           |
| Macruropyxis guizhouensis | P. Zhao & L. Cai                   | 2021           |
| Macruropyxis paederiae    | P. Zhao & L. Cai                   | 2021           |